# Joanna Dworaczyk
Joanna Dworaczyk, z d. Jurkiewicz (ur. 25 listopada 1978 w Gliwicach) – polska piłkarka ręczna, wielokrotna reprezentantka Polski, medalistka mistrzostw Polski.

## Życiorys

### Kariera klubowa
Jest wychowanką Sośnicy Gliwice, z którą w 1996, 1999 i 2001 zdobyła wicemistrzostwo Polski; występowała w tym klubie w latach 1994-2003, w sezonie 2003/2004 występowała w Kolporterze Kielce, od 2004 była zawodniczką AZS-u Politechniki Koszalińskiej. Z koszalińskim klubem zdobyła brązowy medal mistrzostw Polski w 2013, po czym zakończyła karierę zawodniczą.

### Kariera reprezentacyjna
W reprezentacji Polski debiutowała 22 stycznia 1997 w towarzyskim spotkaniu z Belgią. Wystąpiła na mistrzostwach świata w 1997 (8 miejsce), 1999 (11 miejsce) i 2005 (19 miejsce). Ostatni raz wystąpiła w tej drużynie 26 listopada 2011 w towarzyskim spotkaniu z Angolą. Łącznie w biało-czerwonych barwach wystąpiła 168 razy.

### Po zakończeniu kariery
Po zakończeniu kariery w 2013 roku nauczyciel akademicki na Politechnice Koszalińskiej. 16 listopada 2014 roku została wybrana do Rady Miejskiej w Koszalinie z listy Stowarzyszenia Lepszy Koszalin